# Bäverhult
Bäverhult, liten by i Norsjö kommun, Västerbotten, i korsningen mellan länsväg 365 och länsväg 370. Under andra världskriget hade Boliden AB en veddepå i byn för att kunna tanka sina gengasdrivna fordon.